# Vila Nova de Paiva, Alhais e Fráguas
Vila Nova de Paiva, Alhais e Fráguas (llamada oficialmente União das Freguesias de Vila Nova de Paiva, Alhais e Fráguas) es una freguesia portuguesa del municipio de Vila Nova de Paiva, distrito de Viseo.

## Historia
Fue creada el 28 de enero de 2013 en aplicación de una resolución de la Asamblea de la República de Portugal promulgada el 16 de enero de 2013 con la unión de las freguesias de Alhais, Fráguas y Vila Nova de Paiva, pasando su sede a estar situada en la antigua freguesia de Vila Nova de Paiva.

## Demografía
| Gráfica de evolución demográfica de Vila Nova de Paiva, Alhais e Frágua entre 2011 y 2021 |
|                                                                                           |
| Datos según el nomenclátor publicado por el INE portugués.                                |